# American Football League 1967
La stagione AFL 1967 è stata la 8ª stagione sportiva della American Football League, la lega professionistica statunitense di football americano. La stagione è iniziata il 3 settembre 1967. La finale del campionato si è disputata il 31 dicembre nell'Oakland Coliseum di Oakland, in California tra gli Houston Oilers e gli Oakland Raiders ed ha visto la vittoria di questi ultimi per 40 a 7.
Dopo la fine della stagione, il 14 gennaio 1968, i campioni dei Raiders sfidarono nel Miami Orange Bowl di Miami i vincitori della stagione 1967 della National Football League, i Green Bay Packers, in una partita denominata AFL-NFL World Championship Game e che poi sarebbe stata identificata come il Super Bowl II. L'incontro vide la vittoria dei Packers per 33 a 14.

## Stagione regolare
La stagione regolare è iniziata il 3 settembre 1967 ed è terminata il 24 dicembre, si è svolta in 14 giornate.

### Risultati della stagione regolare
- V = Vittorie, S = Sconfitte, P = Pareggi, PCT = Percentuale di vittorie, PF = Punti Fatti, PS = Punti Subiti
- La qualificazione ai play-off è indicata in verde (tra parentesi il seed)

| Eastern Division   |   |    |   |     |     |     |
| Squadra            | V | S  | P | PCT | PF  | PS  |
| (*) Houston Oilers | 9 | 4  | 1 | 692 | 258 | 199 |
| New York Jets      | 8 | 5  | 1 | 615 | 371 | 329 |
| Buffalo Bills      | 4 | 10 | 0 | 286 | 237 | 285 |
| Miami Dolphins     | 4 | 10 | 0 | 286 | 219 | 407 |
| Boston Patriots    | 3 | 10 | 1 | 231 | 280 | 389 |

| Western Division    |    |    |   |     |     |     |
| Squadra             | V  | S  | P | PCT | PF  | PS  |
| (*) Oakland Raiders | 13 | 1  | 0 | 929 | 468 | 233 |
| Kansas City Chiefs  | 9  | 5  | 0 | 643 | 408 | 254 |
| San Diego Chargers  | 8  | 5  | 1 | 615 | 360 | 352 |
| Denver Broncos      | 3  | 11 | 0 | 214 | 256 | 409 |

## La finale
La finale della AFL venne giocata tra le squadre prime qualificate delle due Division, ovvero gli Houston Oilers e gli Oakland Raiders il 31 dicembre 1967 nel Oakland Coliseum di Oakland, in California. I Raiders si aggiudicarono il titolo per 40 a 7.

### Vincitore
| Vincitori del campionato AFL 1967 Oakland Raiders 1º titolo |